# Iztapalapa (métro de Mexico)
Iztapalapa est une station de la ligne 8 du métro de Mexico, située dans la délégation Iztapalapa.

## La station
La station ouverte en 1994, tient son nom de sa proximité avec l'administration de Iztapalapa.
L'icône de la station représente le soleil, en rappel de la cérémonie du feu nouveau qui se tenait dans la délégation.